# Caroline Eliacheff
Caroline Eliacheff (* 5. Juni 1947 in Boulogne-Billancourt) ist eine französische Psychoanalytikerin.

## Leben
Eliacheff ist die Tochter des Filmproduzenten Anatole Eliacheff und der Schriftstellerin Françoise Giroud. Am 7. Juni 1962 heiratete sie mit einer Sondererlaubnis des französischen Staatspräsidenten, Charles de Gaulle, im Alter von nur fünfzehn Jahren den Schauspieler Robert Hossein. Sie bekamen einen Sohn und ließen sich 1964 scheiden. Später heiratete sie den Filmproduzenten Marin Karmitz. Dieser Ehe entstammt ein Sohn, Nathanaël Karmitz.
Eliacheff studierte Medizin, Kinderpsychiatrie und später Psychoanalyse bei Jacques Lacan. Sie ist Psychoanalytikerin, Fachärztin für Kinder- und Jugendpsychiatrie und Präsidentin des Vereins „La Cause des Bébés“. Im Rundfunksender France Culture spricht sie eine eigene wöchentliche Kolumne.
Seit 1987 betreut Eliacheff als Nachfolgerin von Françoise Dolto das Säuglingsheim des Pariser Vororts Antony. Sie gilt als prominenteste Vertreterin der Dolto-Schule in Paris.
Eliacheff schrieb Drehbücher für Claude Chabrol (Biester, Die Blume des Bösen, Chabrols süßes Gift).

## Schriften
- Mit Nathalie Heinrich: Mères-filles, une relation a trois. ISBN 2-7028-6990-4.
  - Deutsche Ausgabe: Mütter und Töchter. Ein Dreiecksverhältnis. Patmos, Düsseldorf 2004, ISBN 3-530-42175-8.
- A corps et a cris. Être psychanalyste avec les tout-petits. Ed. Jacob, ISBN 2-7381-0198-4.
  - Deutsche Ausgabe: Das Kind, das eine Katze sein wollte. München 2000, ISBN 3-423-35135-7.
- Puis-je vous appeler Sigmund? Et autres chroniques. 2010, ISBN 978-2-226-20601-5.